# Temple Run
Temple Run é um jogo eletrônico de corrida sem limite, publicado em 2011 pela  Imangi Studios. Foi programado e produzido por Keith Shepherd e Natalia Luckyanova, com a participação de Kiril Tchangov. Este por sua vez, foi inicialmente lançado pelo dispositivo iOS, e mais tarde portado para o sistema Android e Windows Phone 8
Uma outra sequência original do jogo para o dispositivo iOS, foi lançado em 17 de janeiro de 2013, e em 24 de janeiro do mesmo mês, foi publicado para o dispositivo Android. Em julho de 2014, o jogo avia atingido uma sequência máxima na App Store, baixando mais de 1 bilhão de vezes.